# Armand Save
Pas d'image ? Cliquez ici

a Compétitions nationales et continentales officielles uniquement.

b Matchs officiels uniquement.
Armand Save, né le 24 septembre 1931 à Tostat (Hautes-Pyrénées) et mort le 22 août 2016 dans le même village, est un joueur de rugby à XV et international français de rugby à XIII, évoluant dans un poste d'avant - deuxième ou troisième ligne.
Enfant des Hautes-Pyrénées, il découvre le rugby à XV au sein du Stadoceste tarbais. Intégrant l'équipe première à ses dix-neuf ans et présenté comme le successeur de Jean Prat, Armand Save dispute avec Serge Tonus les finales du Championnat de France 1951 et de la Coupe de France : 1951, ce dernier émaillé d'incidents. Il reste au club jusqu'en décembre 1952 avant d'opter pour un changement de code de rugby et le rugby à XIII en rejoignant le club de Bordeaux XIII entraîné par Jean Duhau. Avec le club bordelais, il remporte le Championnat de France de 1954 avec Paul Bartoletti et Angélo Boldini, puis dispute la finale de la Coupe de France en 1956 avec Clément Andrinople et Christian Duplé. Alors que le club bordelais recule dans la hiérarchie, Armand Save quitte celui-ci pour l'ambitieux R.C. Saint-Gaudens. Entre 1960 et 1967, A. Save dispute trois finales de Championnat de France, toutes trois perdues, et y côtoie Henri Marracq, Jean Barthe, Victor Serrano et Jean Cabrol.
Deuxième ou troisième ligne de référence du Championnat de France, il compte également 8 sélections avec l'équipe de France, prenant part à la finale de la Coupe du monde en 1954, et à son édition 1957. Il compte des victoires de prestige contre l'Australie et la Grande-Bretagne.
Il devient après sa carrière sportive entraîneur de rugby à XV au sein du club de Bazet.

## Biographie
Armand Save a débuté au rugby à XV avec Tarbes où il atteint la finale du Championnat de France 1951 avant de rejoindre le rugby à XIII et d'y faire une brillante carrière. Champion de France avec Bordeaux en 1954, il atteint également la finale de la Coupe du monde 1954 perdue contre la Gde Bretagne. En club, il rejoint ensuite Saint-Gaudens.

### 1954: finaliste de la Coupe du monde
En octobre-novembre 1954, la France accueille la première édition de la Coupe du monde de rugby à XIII, compétition créée sous l'impulsion du président de la fédération française Paul Barrière en invitant les trois autres nations majeures de rugby à XIII : l'Australie, la Grande-Bretagne et la Nouvelle-Zélande. Armand Save est sélectionné pour cette édition inaugurale via un communiqué de la fédération française le 20 octobre 1954 qui convoque tous les joueurs sélectionnés à un stage à l'Institut national des sports sur Vincennes, il y est accompagné de son coéquipier bordelais Raymond Contrastin.
Armand Save ne prend pas part au match d'ouverture de la Coupe du monde contre la Nouvelle-Zélande dont le coup d'envoi symbolique est donné par le champion cycliste français Louison Bobet au parc des Princes de Paris devant près de 15 000 spectateurs. La deuxième ligne est composée de Jean Pambrun et de Guy Delaye. Après une première période où les deux équipes se rendent coup pour coup (12-8 pour la France), la seconde débute par un essai de Joseph Crespo après un sprint de 30 mètres bien servi par François Rinaldi qui permet à la France de faire le break dans cette rencontre pour ne plus rien lâcher et s'imposer 22-13, lançant parfaitement la dynamique pour la sélection française. La seconde rencontre disputée à Toulouse oppose la France à la Grande-Bretagne et constitue quelque peu une finale avant la lettre à la suite de la victoire des Britanniques sur l'Australie au premier match. A. Save reste sur le banc où la paire J. Pambrun et G. Delaye est reconduite. La rencontre est âprement disputée par les deux sélections où les pénalités sont réussies de part et d'autre. Le score final est nul 13-13 et renvoie les deux équipes dos à dos. La troisième rencontre se dispute à Nantes contre l'Australie le 11 novembre qui après avoir perdu contre la Grande-Bretagne a battu la Nouvelle-Zélande. La paire J. Pambrun et G. Delaye est de nouveau reconduite, la France s'impose 15-5 au terme d'un match âpre. Vincent Cantoni libère l'équipe de France en fin de match par un essai à la suite d'un coup de pied à suivre de Puig-Aubert.
Composition de l'équipe de France :
Non prévue, la finale se déroule en raison de l'égalité de points au classement issue de leurs victoires contre les nations de l'hémisphère sud et de leur match nul 13-13. Cette rencontre organisée en quatre jours attire 30 368 spectateurs au Parc des Princes à Paris. G. Delaye, blessé, les sélectionneurs Jean Duhau et René Duffort décident de  titulariser Armand Save qui dispute sa première rencontre de cette Coupe du monde. La Grande-Bretagne domine la première mi-temps grâce aux essais de Gordon Brown et de David Rose, James Ledgard se chargeant de convertir le second, avant que Puig-Aubert ajoute une nouvelle pénalité. Le score est alors de 8 à 4 à la mi-temps en faveur des Britanniques. Au retour des vestiaires, V. Cantoni marque un essai converti par Puig-Aubert permettant à la France de mener 9 à 8. Les Anglais enfoncent alors le clou grâce à deux autres essais de Gerry Helme (converti par Ledgard) et de Brown (9-16). Côté français, Contrastin permet à la France de revenir dans la partie. La pression est alors intense sur les épaules des Anglais mais contre tout pronostic, ceux-ci parviennent à tenir et deviennent ainsi les premiers champions du monde de l'histoire du rugby à XIII. A. Save n'a disputé qu'une seule rencontre dans ce tournoi.

### Après carrière
Après sa carrière sportive, il est devenu boucher et a entraîné l'équipe de rugby à XV de Bazet. Il a été conseiller municipal entre 1977 et 1983 à Tostat.

## Palmarès

### En rugby à XV
- Collectif : 
  - Finaliste du Championnat de France : 1951 (Tarbes).
  - Finaliste de la Coupe de France : 1951 (Tarbes).

#### Statistiques en club
| Saison    | Saison             | Championnat           | Championnat   | Coupe                    | Coupe        |
| Saison    | Saison             | Comp.                 | Class.        | Comp.                    | Class.       |
| --------- | ------------------ | --------------------- | ------------- | ------------------------ | ------------ |
| 1950-1951 | Stadoceste tarbais | Championnat de France | Finaliste     | Coupe de France          | Finaliste    |
| 1951-1952 | Stadoceste tarbais | Championnat de France | Poule de huit | —                        | —            |
| 1952-1953 | Stadoceste tarbais | Championnat de France | 1/8 finale    | Challenge Yves du Manoir | 5e (poule A) |

### En rugby à XIII
- Collectif : 
  - Vainqueur du Championnat de France : 1954 (Bordeaux).
  - Finaliste de la Coupe du monde : 1954 (France).
  - Finaliste du Championnat de France : 1963, 1966 et 1967 (Saint-Gaudens).
  - Finaliste de la Coupe de France : 1956 (Bordeaux).

#### Coupe du monde
| Édition        | Rang      | Résultats France | Résultats Save | Matchs Save |
| -------------- | --------- | ---------------- | -------------- | ----------- |
| France 1954    | Finaliste | 2 v, 1 n, 1 d    | 0 v, 0 n, 1 d  | 1/4         |
| Australie 1957 | Quatrième | 1 v, 0 n, 2 d    | 0 v, 0 n, 1 d  | 1/3         |

Légende : v = victoire ; n = match nul ; d = défaite.

#### Détails en sélection
| Matchs internationaux d'Armand Save avec l'équipe de France | Matchs internationaux d'Armand Save avec l'équipe de France | Matchs internationaux d'Armand Save avec l'équipe de France | Matchs internationaux d'Armand Save avec l'équipe de France | Matchs internationaux d'Armand Save avec l'équipe de France | Matchs internationaux d'Armand Save avec l'équipe de France | Matchs internationaux d'Armand Save avec l'équipe de France | Matchs internationaux d'Armand Save avec l'équipe de France | Matchs internationaux d'Armand Save avec l'équipe de France | Matchs internationaux d'Armand Save avec l'équipe de France | Matchs internationaux d'Armand Save avec l'équipe de France | Matchs internationaux d'Armand Save avec l'équipe de France |
|                                                             | Date                                                        | Adversaire                                                  | Résultat                                                    | Compétition                                                 | Poste                                                       | Points                                                      | Essais                                                      | Pen.                                                        | Drops                                                       |                                                             |                                                             |
| ----------------------------------------------------------- | ----------------------------------------------------------- | ----------------------------------------------------------- | ----------------------------------------------------------- | ----------------------------------------------------------- | ----------------------------------------------------------- | ----------------------------------------------------------- | ----------------------------------------------------------- | ----------------------------------------------------------- | ----------------------------------------------------------- | ----------------------------------------------------------- | ----------------------------------------------------------- |
| sous les couleurs de la France                              |                                                             |                                                             |                                                             |                                                             |                                                             |                                                             |                                                             |                                                             |                                                             |                                                             |                                                             |
| 1.                                                          | 9 janvier 1954                                              | États-Unis                                                  | 31-0                                                        | Test-match                                                  | Deuxième ligne                                              | 6                                                           | 2                                                           | -                                                           | -                                                           |                                                             |                                                             |
| 2.                                                          | 27 avril 1954                                               | Grande-Bretagne                                             | 8-17                                                        | Test-match                                                  | Troisième ligne                                             | -                                                           | -                                                           | -                                                           | -                                                           |                                                             |                                                             |
| 3.                                                          | 13 novembre 1954                                            | Grande-Bretagne                                             | 12-16                                                       | Coupe du monde                                              | Deuxième ligne                                              | -                                                           | -                                                           | -                                                           | -                                                           |                                                             |                                                             |
| 4.                                                          | 2 juillet 1955                                              | Australie                                                   | 29-28                                                       | Tournée                                                     | Deuxième ligne                                              | -                                                           | -                                                           | -                                                           | -                                                           |                                                             |                                                             |
| 5 .                                                         | 11 décembre 1955                                            | Grande-Bretagne                                             | 17-5                                                        | Test-match                                                  | Deuxième ligne                                              | -                                                           | -                                                           | -                                                           | -                                                           |                                                             |                                                             |
| 6.                                                          | 23 décembre 1956                                            | Australie                                                   | 8-5                                                         | Test-match                                                  | Deuxième ligne                                              | -                                                           | -                                                           | -                                                           | -                                                           |                                                             |                                                             |
| 7.                                                          | 3 mars 1957                                                 | Grande-Bretagne                                             | 19-19                                                       | Test-match                                                  | Deuxième ligne                                              | -                                                           | -                                                           | -                                                           | -                                                           |                                                             |                                                             |
| 8.                                                          | 15 juin 1957                                                | Grande-Bretagne                                             | 5-23                                                        | Coupe du monde                                              | Deuxième ligne                                              | -                                                           | -                                                           | -                                                           | -                                                           |                                                             |                                                             |

#### Détails en club
| Saison    | Saison        | Championnat              | Championnat | Coupe           | Coupe      | Sélection | Sélection | Sélection | Sélection | Sélection | Sélection | Sélection |
| Saison    | Saison        | Comp.                    | Class.      | Comp.           | Class.     | Comp.     | M         | Pts       | Ess.      | Buts      | Dp.       |           |
| --------- | ------------- | ------------------------ | ----------- | --------------- | ---------- | --------- | --------- | --------- | --------- | --------- | --------- | --------- |
| 1952-1953 | Bordeaux XIII | Championnat de France    | 1/2 finale  | Coupe de France | 1/4 finale |           |           |           |           |           |           |           |
| 1953-1954 | Bordeaux XIII | Championnat de France    | Champion    | Coupe de France | 1/4 finale |           | 2         | 6         | 2         | -         | -         |           |
| 1954-1955 | Bordeaux XIII | Championnat de France    | 8e          | Coupe de France | 1/8 finale | CM        | 2         | -         | -         | -         | -         |           |
| 1955-1956 | Bordeaux XIII | Championnat de France    | 7e          | Coupe de France | Finaliste  |           | 1         | -         | -         | -         | -         |           |
| 1956-1957 | Bordeaux XIII | Championnat de France    | 11e         | Coupe de France | 1/8 finale | CM        | 3         | -         | -         | -         | -         |           |
| 1957-1958 | Bordeaux XIII | Championnat de France    | ?           | Coupe de France | 1/4 finale |           |           |           |           |           |           |           |
| 1958-1959 | Bordeaux XIII | Championnat de France    | 12e         | Coupe de France | 1/4 finale |           |           |           |           |           |           |           |
| 1959-1960 | Bordeaux XIII | Championnat de France    | 14e         | Coupe de France | ?          |           |           |           |           |           |           |           |
| 1960-1961 | Saint-Gaudens | Champ. de France 2e div. | Finaliste   | Coupe de France | 1/8 finale |           |           |           |           |           |           |           |
| 1961-1962 | Saint-Gaudens | Championnat de France    | 1/4 finale  | Coupe de France | 1/8 finale |           |           |           |           |           |           |           |
| 1962-1963 | Saint-Gaudens | Championnat de France    | Finaliste   | Coupe de France | 1/2 finale |           |           |           |           |           |           |           |
| 1963-1964 | Saint-Gaudens | Championnat de France    | 1/2 finale  | Coupe de France | 1/4 finale |           |           |           |           |           |           |           |
| 1964-1965 | Saint-Gaudens | Championnat de France    | 1/4 finale  | Coupe de France | 1/4 finale |           |           |           |           |           |           |           |
| 1965-1966 | Saint-Gaudens | Championnat de France    | Finaliste   | Coupe de France | 1/4 finale |           |           |           |           |           |           |           |
| 1966-1967 | Saint-Gaudens | Championnat de France    | Finaliste   | Coupe de France | 1/2 finale |           |           |           |           |           |           |           |